# Castiglione, Haute-Corse
Castiglione är en kommun i departementet Haute-Corse på ön Korsika i Frankrike. Kommunen ligger i kantonen Niolu-Omessa som tillhör arrondissementet Corte. År 2022 hade Castiglione 41 invånare.

## Befolkningsutveckling
Antalet invånare i kommunen Castiglione
Referens:INSEE